# Charlie Parker
Charles "Bird" Parker, Jr. (Kansas City, 29. kolovoza 1920. – New York, 12. ožujka 1955.), američki jazz saksofonist i skladatelj.

## Životopis

### Djetinjstvo
Charlie Parker odrastao je u Kansas Cityju kao jedino dijete Charlesa Parkera (pianist), po kojemu je i dobio ime. U mladim godinama nije bio sklon alkoholu.
Ne zna se Parkerovo sviranje, tj. razvitak njegovog ogromnog talenta u mladim godinama. Kao teenager doživio je prometnu nesreću, a u bolnici je izmislio dodatak morfiju zbog kojeg je ubrzo postao ovisnik o heroinu. Ta će ga ovisnost pratiti kroz cijeli život, a jednom će ga zamalo i ubiti. S 11 godina je počeo svirati, a već s 14 godina je osnovao školski sastav. Parker onda nije svirao u formi, tj. zvučao je grozno i bio je izbačen iz sastava. Nakon tog poniženja, Parker je znao vježbati i do 15 sati na dan stalno vježbajući jedno te istu melodiju u svih 12 tonaliteta, te je ubrzo savladao blues u svim tonalitetima! Tome dokazuje činjenica da je Parker najviše svirao u CIS duru (transponirano s E dura za alt saksofon)!. Ubrzo je primljen u dva najveća jazz sastava u Kansasu, a 1937. je svirao s Jay McShann-ovim sastavom, s kojim je svirao po Chicagu i NY-u.

### New York
Godine 1939., Parker se preselio u NY, a 1942. je otišao iz McShannovog sastava i odlučio svirati sa slavnim pijanistom Earl Hinesom. Baš te '42. - '43. godine došlo je do nagle eksplozije Bebop-a najviše zbog iskusnih glazbenika koji nisu mogli gledati kako se amateri bogate onda već istrošenim swingom. Jednom su rekli - "Želimo glazbu koju oni neće moći svirati". Tako se Bebop počeo razvijati velikim korakom najviše zahvaljujući Charlieju Parkeru.

### Bebop
Charile Parker je bio vodeći u novonastaloj Bebop sceni. U jednom intervjuu kojeg je kasnije dao rekao je da je oko 1939. svirajući s jednim gitaristom, osmislio način sviranja pomoću kojeg može odsvirati svaku ideju koja mu se mota u glavi, koristeći proširene akorde kao što su 9-ke, 11-tice i 13-tice. Iako je danas normalno da se neka tema proširi ili samo da se negdje ubaci neka lijepa devetka, jedanaestica ili trinaestica, na početku razvijanja takvog stila bila je odbačena, i to najviše od strane starih, ali i najviše iskusnih jazzista koji su cijeli život svirali "swingersku sedmicu". Baš zbog toga nisu mogli smisliti nove, proširene akorde. Ipak, bilo je nekoliko glazbenika koji su podržavali Charlijeve "nove" akorde.
26. listopada 1945. Parker je snimio longplayku koja je kasnije nazvana "najboljom sezonom jazza ikada"! Sadržavala je velike hitove kao: Koko, Now's the time (12-taktni blues), Billie's Bounce i Thriving on a Riff.
Iako je snimio puno genijalnih ploča, njegovo ponašanje je počelo biti jako agresivno. Nakon što je policija uhitila njegovog dilera drogom, bilo mu je teško, a ponekad i nemoguće, doći do droge. Zbog toga je počeo puno piti kao zamjena za drogu. Nakon toga je Parker jedva mogao stajati na nogama za vrijeme nastupa, što se jasno vidi i po njegovim snimkama u to doba. Čak se pokušao i ubiti zbog teških emocijalnih problema nastalih kada mu se dijete ugušilo. Nakon pokušaja samoubojstva, morao je 6 mjeseci ostati u bolnici.
Iz bolnice je izašao čist na drogu, i na alkohol, te napravio neke od najboljih snimki u njegovoj karijeri: Anthropology, Confirmation, Yardbird Suite i dr.

### Jazz zvijezda
1950-ih svijet jazza bio je pod Parkerovim sjajem. Njegova sola su pisana i kopirana od tisuće glazbenika (neki su njegova sola svirali notu po notu - što jednostavno nema smisla). Godine 1953. je pozvan u Toronto, Kanadu, gdje je svirao s Charlesom Mingusom, Budom Powellom i Maxom Roachom. Nažalost, termin svirke se poklapao s mečom nekih dvaju slavnih boksača, pa je zato bilo malo publike. Svejedno, svirka je snimljena, nazvana "Jazz at Massey Hall", te proglašena najboljom jazz snimkom ikada snimljenom uživo.
Parker je bio poznat i po tome što je često dolazio na pozornicu bez glazbala, te ga posuđivao u zadnji čas. Prije koncerta u Quebecu prodao je saksofon za drogu, pa su on i članovi sastava morali u posljednji trenutak tražiti čovjeka koji bi mu posudio saksofon. S obzirom su imali malo vremena, Charlie je svirao na plastičnom saksofonu.

### Smrt
Charlie je umro u smijehu gledajući komičare na televiziji. Umro je od upale pluća i krvarenja čira nastalog zbog drogiranja i opijanja. 34-godišnji Parker je izgledao toliko star, da mu je mrtvozornik slučajno odredio 50-60 godina. Nakon smrti, 1984., Parker je "primio" Grammyjevu nagradu za životno djelo.

## Diskografija

### Box setovi
- The Complete Savoy Sessions (1944. – 1949.)
- The Complete Charlie Parker on Dial (1945. – 1947.)
- The Complete Charlie Parker on Verve (1946. – 1954.)

### Ostale studijske snimke:
- The Complete Birth of Bebop (1940.)
- Charlie Parker: A Studio Chronicle (1940. – 1948.)

### Snimke uživo
- Live at Townhall w. Dizzy (1945.)
- Yardbird in Lotus Land (1945.)
- Rapping with Bird (1946. – 1951.)
- Bird and Diz at Carnegie Hall (1947.)
- The Complete Savoy Live Performances (1947. – 1950.)
- Bird on 52nd Street (1948.)
- Jazz at the Philharmonic (1949.)
- Bird in Paris (1949.)
- Bird in France (1949.)
- Charlie Parker All Stars Live at the Royal Roost (1949.)
- One Night in Birdland (1950.)
- Bird at St. Nick's (1950.)
- Bird at the Apollo Theatre and St. Nicklas Arena (1950.)
- Apartment Jam Sessions (1950.)
- Charlie Parker at the Pershing Ballroom Chicago 1950 (1950.)
- Bird in Sweeden (1950.)
- Summit Meeting at Birdland (1951.)
- Live at Rockland Palace (1952.)
- At Jirayr Zorthian's Ranch, July 14, 1952 (1952.)
- The Complete Legendary Rockland Palace Concert (1952.)
- Charlie Parker: Montreal 1953 (1953.)
- The Greatest Jazz Concert Ever (1953.)
- One Night in Washington (1953.)
- Bird at the High Hat (1953.)
- Charlie Parker at Storyville (1953.)
- Jazz At Massey Hall (1953.)

### Ostala snimanja
- The Complete Dean Benedetti recordings (1948. – 1951.)